# 桑扎克

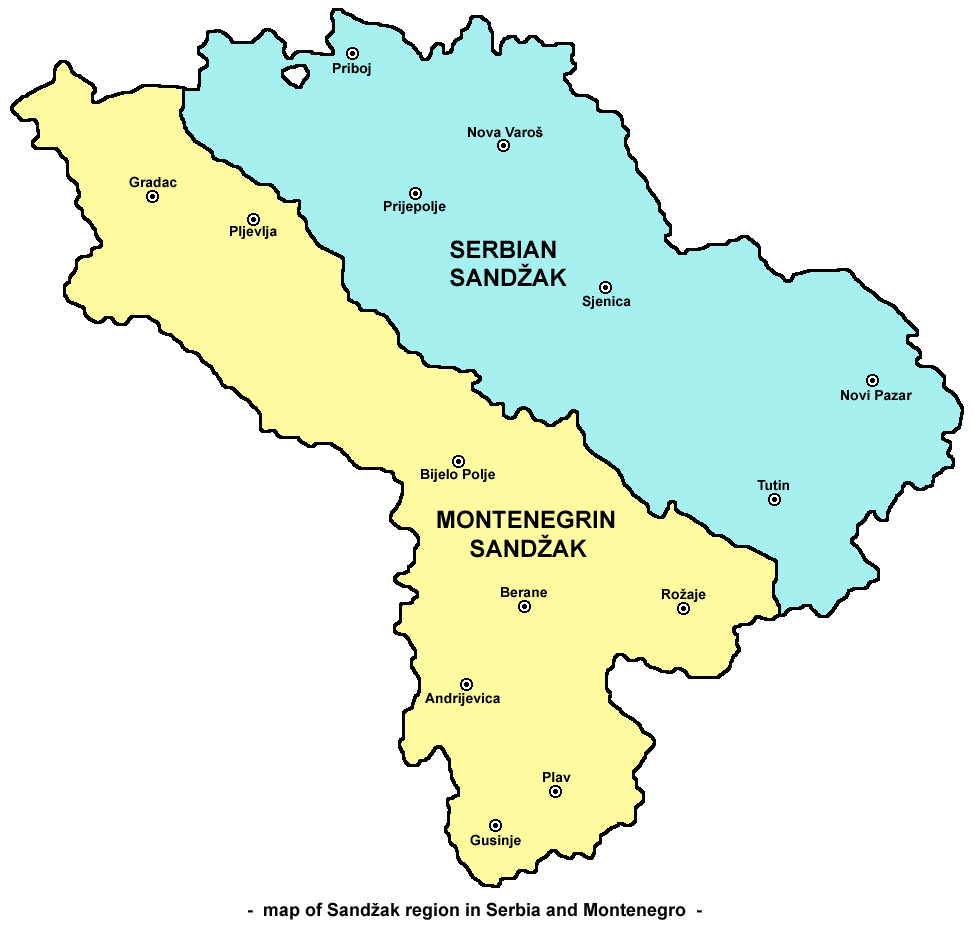
桑扎克

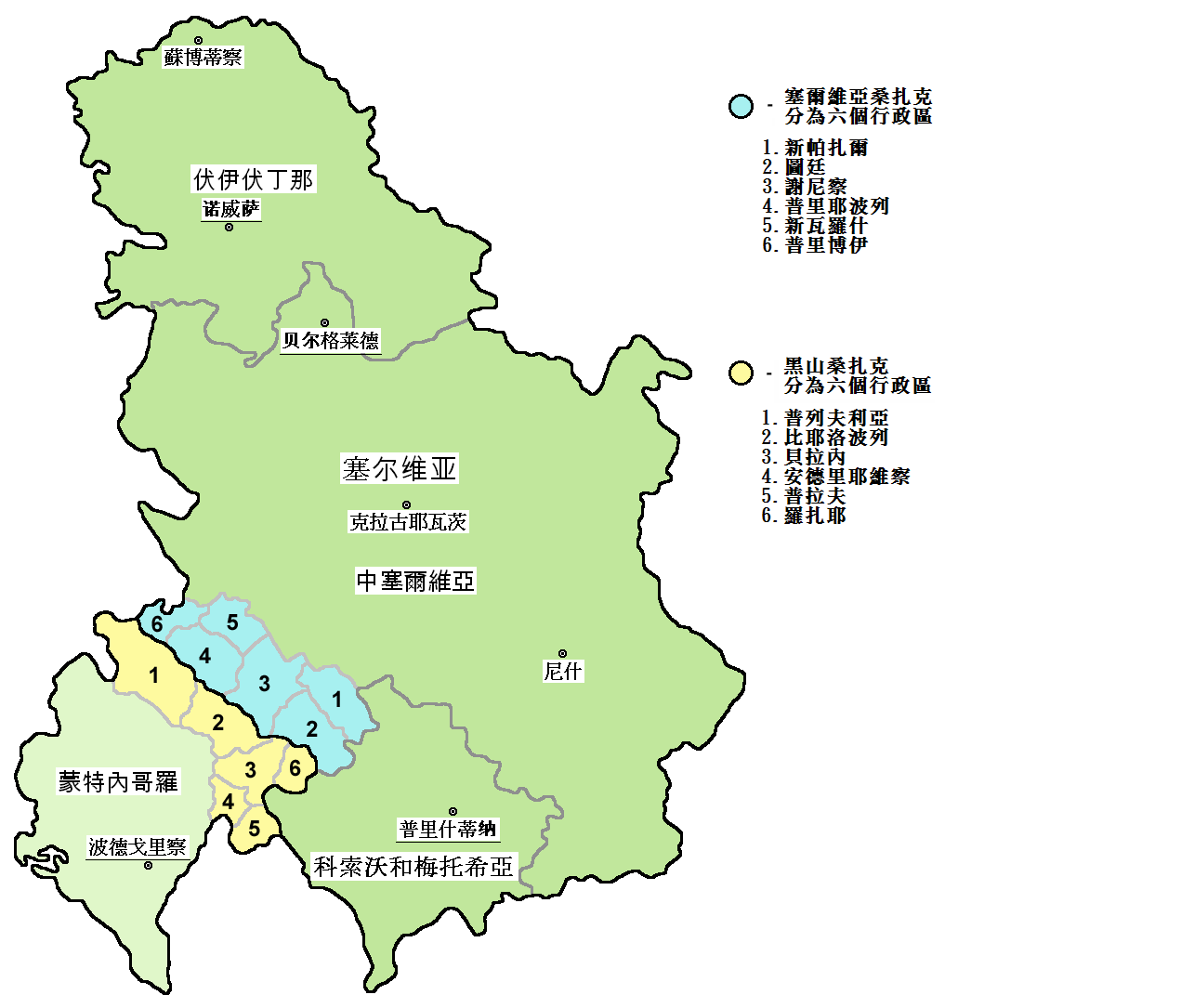
桑扎克在塞爾維亞和黑山。

桑扎克是東南歐巴尔干半岛中部地域，现时分别属于黑山和塞尔维亚。该地名称来自前鄂圖曼帝國行政区新帕扎尔桑贾克 （Sanjak of Novi Pazar）。该区维持至1912年，其后巴尔干战争爆发。這裡的主要居民是東正教塞族人或黑山人（56.48%）和波士尼亞克人（43.09%）。

## 政区
塞尔维亚的桑扎克分为六个行政单位：
- 新帕扎尔（Novi Pazar）
- 图廷 (Tutin)

这两地属于拉什卡区 (Raška)。
- 谢尼察（Sjenica）
- 普里耶波列 (Prijepolje)
- 新瓦罗什 (Nova Varoš)
- 普里博伊 (Priboj)

这四地属于兹拉蒂波尔区 (Zlatibor)。
黑山的桑扎克也分为六个行政区：
- 普列夫利亚 (Pljevlja)
- 比耶洛波列 (Bijelo Polje)
- 贝拉内 (Berane)
- 安德里耶维察 (Andrijevica)
- 普拉夫 (Plav)
- 羅扎伊 (Rožaje)